# 외서초등학교 송광분교
외서초등학교 송광분교는 전라남도 순천시에 있는 공립 초등학교이다.

## 학교 연혁
구 송광초등학교  (송광면 송광사길 332 (신평리))
- 1923년 3월 21일: 송광공립보통학교 개교(송광면 낙수리 305)
- 1970년 10월 10일: 대곡분교장 인가 개교
- 1988년 3월 1일: 후곡분교장 편입
- 1992년 3월 1일: 후곡분교장 통폐합
- 1996년 3월 1일: 송광초등학교로 개칭

 이읍초등학교 
- 1939년 4월 28일: 송광이읍공립심상소학교 개교
- 1949년 6월 30일: 이읍국민학교로 개칭
- 1996년 3월 1일: 이읍초등학교로 개칭

 통합 송광초등학교 
- 1997년 3월 1일: 이읍초·송광초 통합, 송광초등학교 개칭

외서초등학교 송광분교
- 2025년 3월 1일 : 외서초등학교 송광분교로 개편

## 참고 자료
- 외서초등학교 송광분교 - 한국교육학술정보원 학교알리미